# Sarota craspediodonata
Espèce
Synonymes
- Charis craspediodonata Dyar, 1918[1]

Sarota craspediodonata est une espèce d'insectes lépidoptères (papillons) de la famille des Riodinidae et du genre Sarota.

## Taxonomie
Sarota craspediodonata a été décrit par Harrison Gray Dyar en 1918 sous le protonyme de Charis craspediodonata.

### Nom vernaculaire
Sarota craspediodonata se nomme Veracruzan Sarota en anglais

## Description
Sarota craspediodonata est un papillon à l'apex des antérieures pointu et porteur de plusieurs courtes queues aux ailes postérieures. Son dessus est de couleur marron cuivré à marron presque noir à reflets et frange argentés.
Le revers est beige rosé avec une ornementation de lignes bleu argent métallisé, de lignes orange et de lignes de taches marron, et une frange blanche.

## Écologie et distribution
Sarota craspediodonata est présent au Mexique et au Guatemala.

### Protection
Pas de statut de protection particulier.

## Publication originale
- (en) Harrison G. Dyar, « Descriptions of new Lepidoptera from Mexico », Proceedings of the United States National Museum, Washington, Inconnu, vol. 54, no 2239,‎ 1918, p. 335–372 (ISSN 0096-3801 et 2377-6560, OCLC 1259735, DOI 10.5479/SI.00963801.54-2239.335).